# Pistatxer
El festuc o pistatxer (Pistacia vera) és un arbre de fins a 10 metres d'alt, originari de les regions muntanyoses de l'Àsia central. És un arbre caducifoli amb fulles compostes i pinnades, de 10 a 20 cm de llarg.

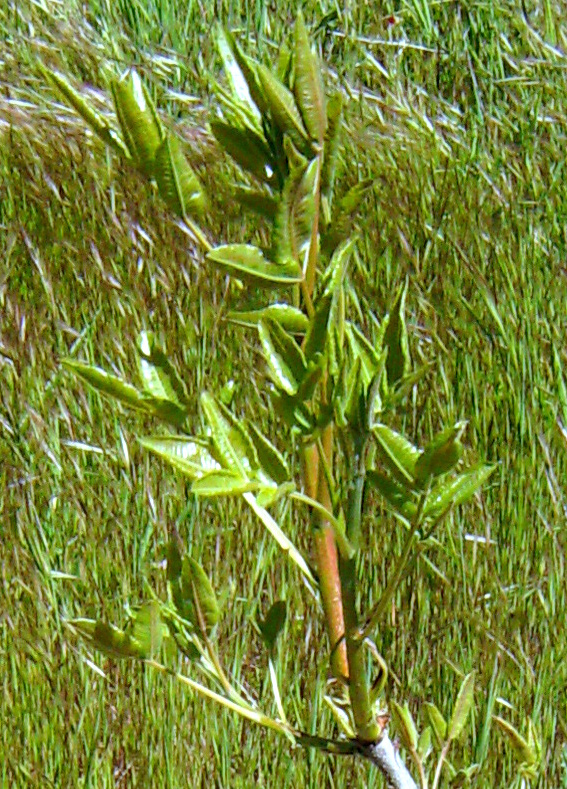
Arbre femella a l'inici de la brotada primaveral.

Es tracta d'un arbre dioic, és a dir, que hi ha plantes masculines i plantes femenines. Les flors no tenen pètals, són unisexuals i en panícula. Els fruits, que són en forma de drupa ovoide i vermellosa i amb una sola llavor comestible d'una flaire característica. Tant el fruit com la llavor s'anomena festuc o pistatxo, tot i que aquests mots s'utilitzen principalment per referir-se a la llavor.

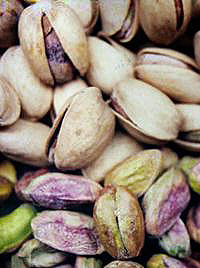
Pistatxos o festucs.

És l'arbre fruiter amb més resistència a la secada i supera en aquest aspecte l'ametller. Però és de creixement i fructificació molt lents.
L'Iran produeix més del 50% dels pistatxos del món que, alhora, són considerats els de màxima qualitat.
Els dos noms, festuc i pistatxo, tenen un mateix origen, però han seguit camins diversos fins a arribar al catalàL'original prové del persa mitjà pistakē, que va derivar al grec pistákion. Aquest va donar, per una banda, l'àrab fústaq o fústuq, d'on prové festuc, i, per l'altra, l'italià pistacchio, d'on prové pistatxo.
En temps de la dominació musulmana a Espanya, aquest arbre ja es conreava. Sembla que per desconeixement dels conqueridors cristians de la necessitat de conservar peus mascles (que no fan fruit, i per aquesta raó van ser arrencats) es va perdre aquest conreu, que s'ha recuperat en temps contemporanis.

## Informació nutricional
| Component    | Nombre   |
| ------------ | -------- |
| proteïna     | 12%      |
| carbohidrats | 11%      |
| greix        | 74%      |
| calories     | 594 Kcal |
| calci        | 180 mg   |
| potassi      | 811 mg   |
| fòsfor       | 390 mg   |
| magnesi      | 122 mg   |
| vitamina A   | 25 mg    |

També conté altres vitamines com la tiamina (vitamina B1), la riboflavina (vitamina B2) o la niacina (vitamina B3).